# مارک کارینگتون (بازیکن فوتبال)
مارک کارینگتون (انگلیسی: Mark Carrington؛ زادهٔ ۴ مهٔ ۱۹۸۷) بازیکن فوتبال اهل بریتانیا است.
از باشگاه‌هایی که در آن بازی کرده‌است می‌توان به باشگاه فوتبال کرو آلکساندرا، باشگاه فوتبال بری، باشگاه فوتبال همیلتون آکادمیکال، باشگاه فوتبال میلتون کینز دونز، و باشگاه فوتبال ورکسام اشاره کرد.